# Van Heenvlietlaan
De Van Heenvlietlaan is een straat in de wijk Buitenveldert in Amsterdam-Zuid. De straat kreeg zijn naam in 1959 en werd vernoemd naar Jan van Heenvliet, baljuw van Amstelland en Waterland (1396/1397).
De straat ligt in het verlengde van de Drentestraat en begint bij de De Boelelaan. Van hieruit loopt de straat in zuidelijke richting naar de Van Boshuizenstraat. De laan kruist hierbij een aantal belangrijke verkeerswegen, te weten de Arent Janszoon Ernststraat en de Van Nijenrodeweg.
De Van Heenvlietlaan is ondanks dat het een verkeersweg is een vrij rustige straat. De laan loopt ook dwars door het Gijsbrecht van Aemstelpark. Verderop, tussen de Van Nijenrodeweg en de Van Boshuizenstraat, heeft de straat een woonfunctie.